# 그라나다 (니카라과)
그라나다(스페인어: Granada)는 니카라과의 도시로 그라나다주의 주도이다. 1524년 에스파냐의 계획도시로 건설되었다. 인구는 110,326명이고, 면적은 531km2이다.